# Karl-Hans Kern
Karl-Hans Kern (* 3. Oktober 1932 in Stuttgart; † 21. Mai 2014) war ein deutscher Politiker der SPD und evangelischer Pfarrer. Von 1967 bis 1976 war er Abgeordneter im Deutschen Bundestag.

## Leben
Kern machte 1952 sein Abitur und studierte anschließend Evangelische Theologie in Tübingen, Bethel und Göttingen. Danach war er zunächst von 1957 bis 1959 Vikar der Evangelischen Landeskirche in Württemberg, dann bis 1967 Studienrat an einem Gymnasium in Schwenningen am Neckar, heute Teil Villingen-Schwenningens. Er gehörte dem Landesvorstand der SPD Baden-Württemberg an und war von 1962 bis 1967 Mitglied des Gemeinderats in Schwenningen. Während dieser Zeit war er ab 1963 Fraktionsvorsitzender der SPD im Gemeinderat.
Kern rückte am 27. Februar 1967 in den Bundestag nach. Er gehörte dem Bundestag noch in den beiden nächsten Legislaturperioden bis 1976 an, wo er beide Male über die SPD-Landesliste Baden-Württemberg einzog. In seiner ersten Periode, der fünften, war Kern zunächst stellvertretendes Mitglied im Rechtsausschuss. Nach ein paar Monaten war er 1968 ordentliches Mitglied des Ausschusses, in der sechsten Legislaturperiode aber wieder nur stellvertretendes. In der sechsten und der siebten Wahlperiode war Kern im Auswärtigen Ausschuss, in der siebten außerdem noch im Ausschuss für Technologie und Forschung. Während seiner Amtszeit war er zudem noch stellvertretendes Mitglied verschiedener anderer Ausschüsse. Er vertrat zudem Deutschland als Delegierter in der Generalversammlung der Vereinten Nationen.
Von 1982 bis 1998 war Kern Schuldekan in den evangelischen Kirchenbezirken Heilbronn und Brackenheim. In Heilbronn hatte er zudem zahlreiche Ehrenämter inne, widmete sich der Suizidvorsorge und Telefonseelsorge, war Vorsitzender des örtlichen Arbeiter-Samariter-Bundes und des Vereins Senioren für Andere sowie 2002/2003 Präsident der Heilbronner Rotarier. Im Heilbronner Stadtteil Biberach gehörte er dem Bezirksbeirat an.

## Veröffentlichungen
- Entspannungsfelder. Reden zwischen den Zeiten. Radius-Verlag, Stuttgart 1993, ISBN 3-87173-873-5.
- Suche nach dem tragenden Grund. Die Menschenrechte. Zum Tag der Menschenrechte am 10. Dezember 1998 (= Pahl-Rugenstein-Hochschulschriften Gesellschafts- und Naturwissenschaften. 294). Pahl-Rugenstein, Bonn 1998, ISBN 3-89144-264-5.
- Die Geheimnisse des Dr. Josef Müller. Mutmaßungen zu den Morden von Flossenbürg (1945) und Pöcking (1960). Frieling, Berlin 2000, ISBN 3-8280-1230-2.